# 県道170号 (台湾)
県道170号（けんどう170ごう）は、嘉義県東石郷網寮から同県鹿草郷竹子腳を結ぶ、全長16.954kmの台湾の県道である。県道161号と重複区間がある。

## 通過する自治体
- 嘉義県
  - 東石郷
  - 布袋鎮
  - 朴子市
  - 鹿草郷

## 接続する道路
- 台61線
- 台17線
- 県道157号
- 県道161号
- 県道161号
- 台19線
- 県道163号

## 施設
- 龍崗國小学校
- 貴林国小学校
- 松梅国小学校
- 竹圍国小学校